# Primer ministro de Ucrania
El primer ministro de Ucrania (Ucraniano: Прем'єр-міністр України) preside sobre el Consejo de Ministros de Ucrania, el cual es el cuerpo más importante de la rama ejecutiva del gobierno de Ucrania.

## Lista de primeros ministros de Ucrania (desde 1991)
| Primer ministro | Primer ministro | Primer ministro       | Período                                        | Partido                                      | Presidente         |
| --------------- | --------------- | --------------------- | ---------------------------------------------- | -------------------------------------------- | ------------------ |
|                 |                 | Vitold Fokin          | 18 de abril de 1991-2 de octubre de 1992       | Independiente                                | Leonid Kravchuk    |
|                 |                 | Leonid Kuchma         | 13 de octubre de 1992-22 de septiembre de 1993 | Independiente                                | Leonid Kravchuk    |
|                 |                 | Yukhym Zvyahilsky     | 23 de septiembre de 1993-15 de junio de 1994   | Independiente                                | Leonid Kravchuk    |
|                 |                 | Vitali Masol          | 16 de junio de 1994-1 de marzo de 1995         | Independiente                                | Leonid Kuchma      |
|                 |                 | Yevhen Marchuk        | 1 de marzo de 1995-28 de mayo de 1996          | Independiente                                | Leonid Kuchma      |
|                 |                 | Pavlo Lazarenko       | 28 de mayo de 1996-2 de julio de 1997          | Independiente                                | Leonid Kuchma      |
|                 |                 | Valeriy Pustovoitenko | 30 de julio de 1997-22 de diciembre de 1999    | Partido Popular Democrático                  | Leonid Kuchma      |
|                 |                 | Víktor Yúshchenko     | 22 de diciembre de 1999-29 de mayo de 2001     | Partido Popular Democrático                  | Leonid Kuchma      |
|                 |                 | Anatoliy Kinakh       | 29 de mayo de 2001-21 de noviembre de 2002     | Partido de los Industrialistas y Empresarios | Leonid Kuchma      |
|                 |                 | Víktor Yanukóvich     | 21 de noviembre de 2002-5 de enero de 2005     | Partido de las Regiones                      | Leonid Kuchma      |
|                 |                 | Yulia Timoshenko      | 24 de enero de 2005-8 de septiembre de 2005    | Batkivshchyna                                | Víktor Yúshchenko  |
|                 |                 | Yuri Yejanúrov        | 8 de septiembre de 2005-4 de agosto de 2006    | Nuestra Ucrania                              | Víktor Yúshchenko  |
|                 |                 | Víktor Yanukóvich     | 4 de agosto de 2006-18 de diciembre de 2007    | Partido de las Regiones                      | Víktor Yúshchenko  |
|                 |                 | Yulia Timoshenko      | 18 de diciembre de 2007-4 de marzo de 2010     | Batkivshchyna                                | Víktor Yúshchenko  |
|                 |                 | Mikola Azárov         | 11 de marzo de 2010-28 de enero de 2014        | Partido de las Regiones                      | Víktor Yanukóvich  |
|                 |                 | Arseni Yatseniuk      | 27 de febrero de 2014-14 de abril de 2016      | Frente del Pueblo                            | Petró Poroshenko   |
|                 |                 | Volodímir Groisman    | 14 de abril de 2016-29 de agosto de 2019       | Bloque Petró Poroshenko                      | Petró Poroshenko   |
|                 |                 | Oleksiy Honcharuk     | 29 de agosto de 2019-4 de marzo de 2020        | Independiente                                | Volodímir Zelenski |
|                 |                 | Denís Shmihal         | 4 de marzo de 2020-17 de julio de 2025         | Independiente                                | Volodímir Zelenski |
|                 |                 | Yulia Svyrydenko      | 17 de julio de 2025-en el cargo                | Independiente                                | Volodímir Zelenski |

## Enlaces
- Página oficial del gobierno de Ucrania. Gobernantes (en inglés)

- Datos: Q1145714
- Multimedia: Prime ministers of Ukraine / Q1145714